# Lập luận từ sự thiếu hiểu biết

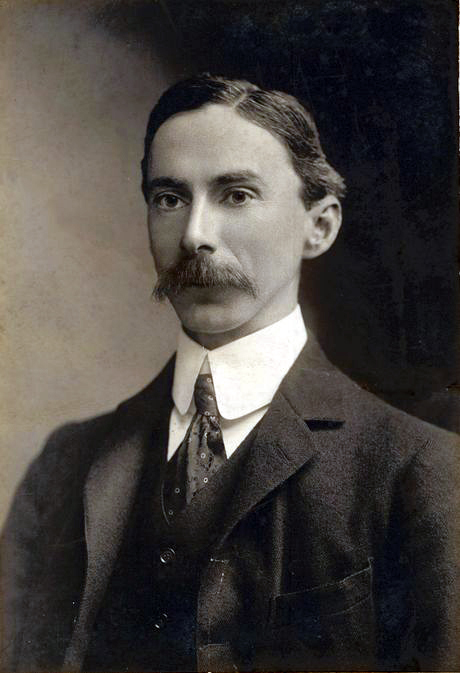
Bertrand Russell, whose teapot analogy is often used to illustrate the argument from ignorance

Lý luận từ sự thiếu hiểu biết (tiếng Latinh: argumentum ad ignorantiam), là một sự ngụy biện trong lý luận thông thường. Nó khẳng định rằng một lập luận là đúng bởi vì chưa ai chứng minh rằng nó sai (hoặc ngược lại). Nó thể hiện một sự lý luận sai vì nó bỏ qua khả năng thứ ba chính là thiếu thiếu thông tin để chứng minh rằng một lập luận là đúng hay sai. Nó cũng không chấp nhận rằng khả năng không chỉ có hai khả năng (đúng hoặc sai), nhưng có thể có nhiều hơn thế ví dụ như đúng (1), sai (2), không xác định giữa đúng và sai (3), hoặc chưa biết được chính xác câu trả lời nào trong ba khả năng trước (4). Trong tranh luận, lý luận từ sự thiếu hiểu biết được dùng để chuyển nghĩa vụ chứng minh.